# Campeões da Federação Matogrossense de Futebol
Abaixo estão listados todos os campeões dos torneios oficiais promovidos pela Federação Mato-Grossense de Futebol na (era profissional), a partir de sua fundação em 1943.

## Campeões
| Ano  | 1ª Divisão   | 2ª Divisão              | Copa FMF    | Feminino    |
| ---- | ------------ | ----------------------- | ----------- | ----------- |
| 1943 | Mixto        | –                       | –           | –           |
| 1944 | Americano-MT | –                       | –           | –           |
| 1945 | Mixto        | –                       | –           | –           |
| 1946 | Atlético-MT  | –                       | –           | –           |
| 1947 | Mixto        | –                       | –           | –           |
| 1948 | Mixto        | –                       | –           | –           |
| 1949 | Mixto        | –                       | –           | –           |
| 1950 | Atlético-MT  | –                       | –           | –           |
| 1951 | Mixto        | –                       | –           | –           |
| 1952 | Mixto        | –                       | –           | –           |
| 1953 | Mixto        | –                       | –           | –           |
| 1954 | Mixto        | –                       | –           | –           |
| 1955 | Atlético-MT  | –                       | –           | –           |
| 1956 | Atlético-MT  | –                       | –           | –           |
| 1957 | Atlético-MT  | –                       | –           | –           |
| 1958 | Dom Bosco    | –                       | –           | –           |
| 1959 | Mixto        | –                       | –           | –           |
| 1960 | Dom Bosco    | –                       | –           | –           |
| 1961 | Mixto        | –                       | –           | –           |
| 1962 | Mixto        | –                       | –           | –           |
| 1963 | Dom Bosco    | –                       | –           | –           |
| 1964 | CEOV         | –                       | –           | –           |
| 1965 | Mixto        | –                       | –           | –           |
| 1966 | Dom Bosco    | –                       | –           | –           |
| 1967 | CEOV         | –                       | –           | –           |
| 1968 | CEOV         | –                       | –           | –           |
| 1969 | Mixto        | –                       | –           | –           |
| 1970 | Mixto        | –                       | –           | –           |
| 1971 | Dom Bosco    | –                       | –           | –           |
| 1972 | CEOV         | –                       | –           | –           |
| 1973 | CEOV         | –                       | –           | –           |
| 1974 | Operário MS  | –                       | –           | –           |
| 1975 | Comercial MS | –                       | –           | –           |
| 1976 | Operário MS  | –                       | –           | –           |
| 1977 | Operário MS  | –                       | –           | –           |
| 1978 | Operário MS  | –                       | –           | –           |
| 1979 | Mixto        | –                       | –           | –           |
| 1980 | Mixto        | –                       | –           | –           |
| 1981 | Mixto        | –                       | –           | –           |
| 1982 | Mixto        | –                       | –           | –           |
| 1983 | CEOV         | –                       | –           | –           |
| 1984 | Mixto        | –                       | –           | –           |
| 1985 | CEOV         | –                       | –           | –           |
| 1986 | CEOV         | –                       | –           | –           |
| 1987 | CEOV         | EC Tubarão              | –           | –           |
| 1988 | Mixto        | Sinop                   | –           | –           |
| 1989 | Mixto        | Vila Aurora             | –           | –           |
| 1990 | Sinop        | Juventude               | –           | –           |
| 1991 | Dom Bosco    | Alta Floresta           | –           | –           |
| 1992 | Sorriso      | –                       | –           | –           |
| 1993 | Sorriso      | –                       | –           | –           |
| 1994 | CEOV         | –                       | –           | –           |
| 1995 | CEOV         | –                       | –           | –           |
| 1996 | Mixto        | –                       | –           | –           |
| 1997 | EC Operário  | –                       | –           | –           |
| 1998 | Sinop        | –                       | –           | –           |
| 1999 | Sinop        | –                       | –           | –           |
| 2000 | Juventude    | –                       | –           | –           |
| 2001 | Juventude    | –                       | –           | –           |
| 2002 | CEOV         | –                       | –           | –           |
| 2003 | Cuiabá       | –                       | –           | –           |
| 2004 | Cuiabá       | –                       | Luverdense  | –           |
| 2005 | Vila Aurora  | –                       | Operário FC | –           |
| 2006 | Operário FC  | –                       | Cacerense   | –           |
| 2007 | Cacerense    | –                       | Luverdense  | Mixto       |
| 2008 | Mixto        | Palmeiras (Mato Grosso) | Araguaia    | Tangará     |
| 2009 | Luverdense   | Mixto                   | Vila Aurora | Mixto       |
| 2010 | União        | Nova Xavantina          | Cuiabá      | Mixto       |
| 2011 | Cuiabá       | CRAC                    | Luverdense  | Mixto       |
| 2012 | Luverdense   | Sinop                   | Mixto       | Serra       |
| 2013 | Cuiabá       | Sorriso                 | REC         | –           |
| 2014 | Cuiabá       | Dom Bosco               | –           | Operário FC |
| 2015 | Cuiabá       | Operário FC             | Dom Bosco   | Mixto       |
| 2016 | Luverdense   | –                       | Cuiabá      | –           |
| 2017 | Cuiabá       | –                       | União       | –           |
| 2018 | Cuiabá       | Operário FC             | Mixto       | Operário FC |
| 2019 | Cuiabá       | Nova Mutum              | Luverdense  | Operário FC |
| 2020 | Nova Mutum   | Ação                    | –           | –           |